# Вила, Лукас
Лукас Мартин Вила (исп. Lucas Martín Vila, 23 августа 1986, Буэнос-Айрес, Аргентина) — аргентинский хоккеист (хоккей на траве), нападающий. Чемпион летних Олимпийских игр 2016 года, участник летних Олимпийских игр 2012 года, бронзовый призёр чемпионата мира 2014 года, двукратный чемпион Америки 2013 и 2017 годов, бронзовый призёр чемпионата Америки 2009 года, трёхкратный чемпион Панамериканских игр 2003, 2011, 2015 и 2019 годов, серебряный призёр Панамериканских игр 2007 года, чемпион Южной Америки 2013 года.

## Биография
Лукас Вила родился 23 августа 1986 года в Буэнос-Айресе.
Играл в хоккей на траве за аргентинские «Банко Провинсия» (до 2005, 2006—2007), немецкий «Харвестехудер» (2005—2006), нидерландские «Тилбург» (2007—2010), ХГК (2010—2012), бельгийский «Оре» (2012—2013), нидерландский «Ден Босх» (2013—2014), индийский «Калинга Лансерз» (2014—2015), испанские «Кампо» (2014—2015) и «Поло» (2015—2017), немецкий «Манхаймер» (2017—2020) и нидерландский «Лёвен» (с 2020 года). С ХГК в 2011 году выиграл Евролигу, с «Поло» дважды стал обладателем Кубка короля (2016—2017).
В 2005 году в составе юниорской сборной Аргентины завоевал золотые медали чемпионата мира в Роттердаме, где был признан лучшим игроком турнира, и чемпионата Америки в Гаване.
С 2005 года выступает за сборную Аргентины, провёл 249 матчей.
В 2008 году стал бронзовым призёром Трофея чемпионов.
В 2012 году вошёл в состав сборной Аргентины по хоккею на траве на летних Олимпийских играх в Лондоне, занявшей 10-е место. Играл на позиции нападающего, провёл 6 матчей, забил 1 мяч в ворота сборной Испании.
В 2013 году завоевал золотую медаль чемпионата Южной Америки в Сантьяго. С 15 мячами стал его лучшим снайпером.
В 2014 году завоевал бронзовую медаль чемпионата мира в Гааге.
В 2016 году вошёл в состав сборной Аргентины по хоккею на траве на летних Олимпийских играх в Рио-де-Жанейро и завоевал золотую медаль. Играл на позиции нападающего, провёл 8 матчей, забил 4 мяча (по два в ворота сборных Нидерландов и Германии).
В сезоне-2016/2017 завоевал серебряную медаль Мировой лиги.
В 2013 и 2017 годах выигрывал золотые медали чемпионата Америки. Кроме того, в 2009 году завоевал бронзовую награду.
Трижды завоёвывал золотые медали хоккейных турниров Панамериканских игр — в 2011 году в Гвадалахаре, в 2015 году в Торонто, в 2019 году в Лиме. Кроме того, выиграл серебро в 2007 году в Рио-де-Жанейро.

## Семья
Старшие братья Лукаса Вилы Матиас Вила (род. 1979) и Родриго Вила (род. 1981) также выступали за сборную Аргентины по хоккею на траве, участвовали в летних Олимпийских играх 2004, 2008 и 2012 годов.